# العلاقات الأذربيجانية المغربية
العلاقات الأذربيجانية المغربية هي العلاقات الثنائية التي تجمع بين أذربيجان والمغرب.
في شهر نونبر 2023، أذربيجان تجدد خلال انعقاد اللجنة المشتركة للتعاون بالرباط، على دعمها الدائم والثابت للوحدة الترابية للمغرب ولسيادة المملكة على صحر ائها. 

2024 : وقعت المملكة المغربية وجمهورية أذربيجان، يوم 04 ماي ببانجول في غامبيا، اتفاقا للإعفاء من التأشيرة بالنسبة لمواطني البلدين من حاملي جوازات السفر العادية، وقد تم التوقيع على الاتفاق على هامش أشغال الدورة الـ15 للقمة الإسلامية.
ويهدف هذا الاتفاق، الذي يتطلع إلى تعزيز علاقات الصداقة وتطوير التعاون بين المغرب وأذربيجان في القطاع السياحي، إلى تسهيل ولوج مواطني المملكة المغربية وجمهورية أذربيجان، الذين يحملون جوازات سفر عادية سارية الصلاحية، إلى كلا البلدين لأسباب سياحية فقط.

- يناير 2024، صادق الرئيس الأذربيجاني على مشروع اتفاقية التعاون العسكري مع المملكة المغربية،وتهم الاتفاقية التدريب والتصنيع وصناعة الدفاع والبحث العلمي، والخدمات الطبية العسكرية، وإزالة الألغام، والعمليات الإنسانية وعمليات حفظ السلام، والمشاركة في الفعاليات العسكرية والثقافية والرياضية.[11] [12] [13] [14]

- اذربيجان تعلن دعمها لمغربية الصحراء بصريح العبارة، حيث قال حكمت حاجييف، مستشار الرئيس الأذربيجاني إلهام علييف،"نحن نعلم جيدا ما معنى أن تُنتزع أراضيك، ولهذا ندافع عن حق المغرب في أراضيه، بشكل واضح، دون تردد أو شروط» وأضاف: «نُقيم علاقات ممتازة مع المغرب في جميع المجالات، والمشكل الوحيد هو البُعد الجغرافي فقط». [15] [16] [17]

## مقارنة بين البلدين
هذه مقارنة عامة ومرجعية للدولتين:
| وجه المقارنة                                              | أذربيجان        | المغرب                                 |
| --------------------------------------------------------- | --------------- | -------------------------------------- |
| المساحة (كم2)                                             | 86.60 ألف       | 710.85 ألف                             |
| عدد السكان (نسمة)                                         | 10.00 مليون     | 36.07 مليون                            |
| الكثافة السكانية (ن./كم²)                                 | 115.47          | 50.74                                  |
| العاصمة                                                   | باكو            | الرباط                                 |
| اللغة الرسمية                                             | اللغة الأذرية   | اللغة العربية، أمازيغية معيارية مغربية |
| العملة                                                    | مانات أذربيجاني | درهم مغربي                             |
| الناتج المحلي الإجمالي (بليون دولار)                      | 40.75 مليار     | 109.14 مليار                           |
| الناتج المحلي الإجمالي (تعادل القوة الشرائية) بليون دولار | 171.56 مليار    | 274.06 مليار                           |
| الناتج المحلي الإجمالي الاسمي للفرد دولار أمريكي          | 5.50 ألف        | 2.88 ألف                               |
| الناتج المحلي الإجمالي للفرد دولار أمريكي                 | 17.52 ألف       | 7.49 ألف                               |
| مؤشر التنمية البشرية                                      | 0.751           | 0.628                                  |
| رمز المكالمات الدولي                                      | +994            | +212                                   |
| رمز الإنترنت                                              | .az             | .ma                                    |
| المنطقة الزمنية                                           | ت ع م+04:00     | ت ع م+01:00                            |

## منظمات دولية مشتركة
يشترك البلدان في عضوية مجموعة من المنظمات الدولية، منها:
| علم المنظمة | اسم المنظمة                               | تاريخ انضمام أذربيجان | تاريخ انضمام المغرب |
| ----------- | ----------------------------------------- | --------------------- | ------------------- |
|             | منظمة التعاون الإسلامي                    | 1991                  | 25 سبتمبر 1969      |
|             | الاتحاد البريدي العالمي                   | ?                     | ?                   |
|             | يونسكو                                    | 3 يونيو 1992          | 7 نوفمبر 1956       |
|             | البنك الدولي للإنشاء والتعمير             | 18 سبتمبر 1992        | 25 أبريل 1958       |
|             | وكالة ضمان الاستثمار متعدد الأطراف        | 23 سبتمبر 1992        | 17 سبتمبر 1992      |
|             | الاتحاد الدولي للاتصالات                  | 10 أبريل 1992         | 1 نوفمبر 1956       |
|             | منظمة الشرطة الجنائية الدولية             | ?                     | ?                   |
|             | مؤسسة التمويل الدولية                     | 11 أكتوبر 1995        | 30 أغسطس 1962       |
|             | الأمم المتحدة                             | 2 مارس 1992           | 12 نوفمبر 1956      |
|             | مؤسسة التنمية الدولية                     | 31 مارس 1995          | 29 ديسمبر 1960      |
|             | منظمة حظر الأسلحة الكيميائية              | ?                     | ?                   |
|             | المركز الدولي لتسوية المنازعات الاستشارية | 18 أكتوبر 1992        | 10 يونيو 1967       |

## وصلات خارجية
- موقع وزارة الخارجية الأذربيجانية
- موقع وزارة الخارجية المغربية